# Grzegorz Kiszluk
Grzegorz Kiszluk (ur. 23 czerwca 1956 w Suchowoli) – jeden z polskich pionierów reklamy, eseista i dziennikarz branżowy, redaktor naczelny miesięcznika Brief.
W latach 1991–1996 dyrektor działu mediów Publicis FCB i dyrektor generalny Optimedia Poland (1994–1996). Od 1996 do 1998 członek zarządu Związku Kontroli Dystrybucji Prasy i pierwszy prezes rady nadzorczej spółki Polskie Badania Czytelnictwa. Od 1999 zastępca prezesa zarządu, a od 2003 do 2005 prezes rady nadzorczej Międzynarodowego Stowarzyszenia Reklamy w Polsce.
Prowadzi wykłady z marketingu i reklamy w szkołach wyższych. Członek jury festiwali branży reklamowej: Crackfilm, Złote Orły, Boomerang, Media Trendy, KTR. Laureat „Stalowego Przęsła 2004” w kategorii budowania mostów między różnymi poglądami i aspektami komunikacji rynkowej, a w szczególności za działania integrujące różne środowiska zawiązane z komunikacją rynkową i pozwalające wykorzystać synergię ich współpracy. Pierwszy redaktor naczelny czasopisma Impact. Od 1999 właściciel wydawnictwa reklamowego AdPress i redaktor naczelny czasopisma Brief.
Ambasador Golden Drum w Polsce oraz juror kategorii PR Premiere na Golden Drum. Pomysłodawca unikatowego, pierwszego w Europie Międzynarodowego Festiwalu Marketingu Miejsc Welcome Festival.